# Obrero de línea

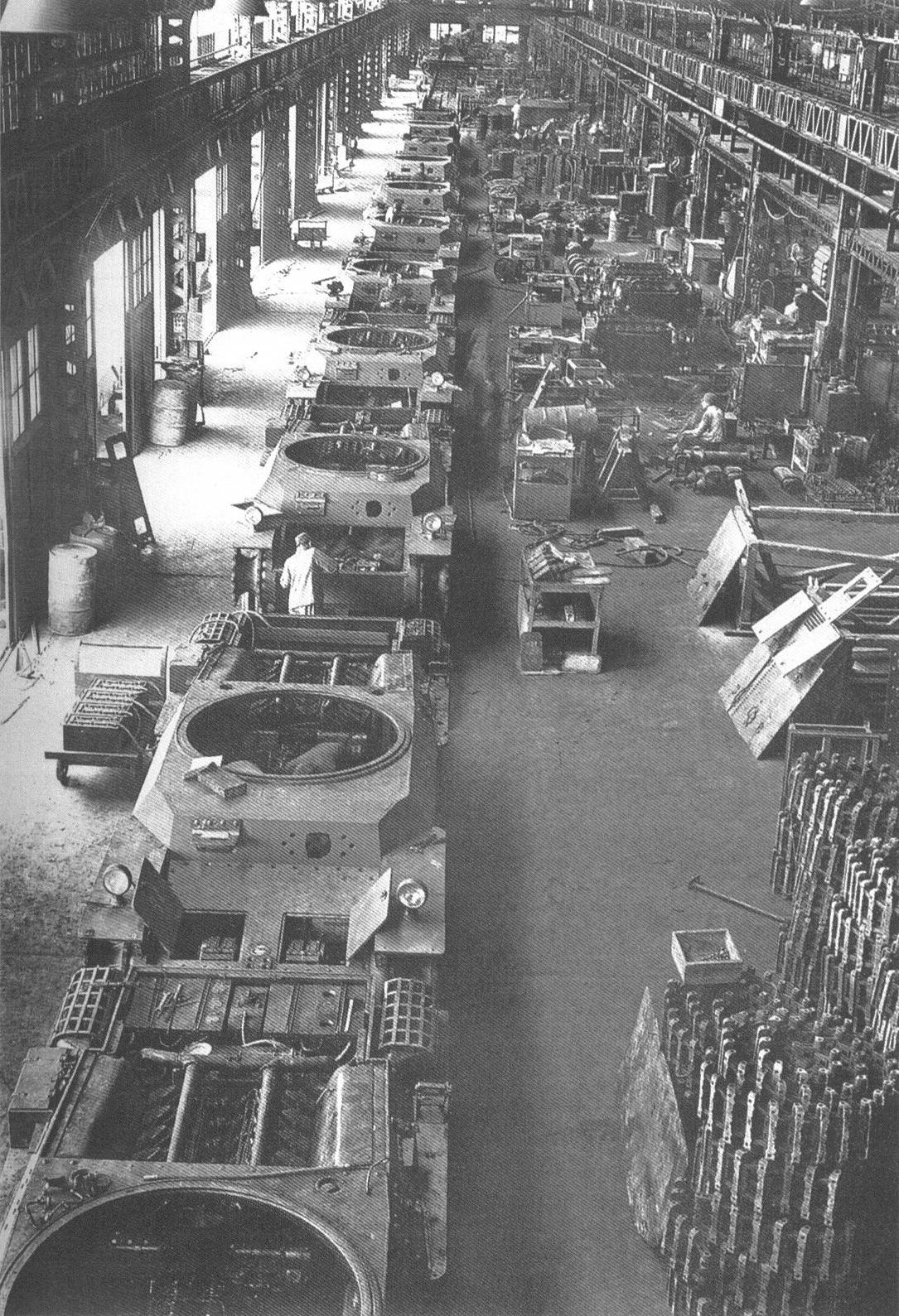
Obrero de una producción en línea.

Un obrero de línea es un trabajador manual contratado en un ámbito laboral de producción masiva, dedicándose a realizar una sola actividad a lo largo de toda su jornada, contando con una alta cantidad de material para tener el tiempo suficiente para terminar el trabajo. Esta persona se encarga de contribuir a la fabricación de un producto en alguna organización (grande o pequeña), y dichas organizaciones poseen un sistema de producción en línea, de ahí el nombre asignado al oficio.
A lo largo de los años, el número de personas que realizan este oficio se ha ido reduciendo pero nunca estará desapareciendo, esto debido a que la mano del ser humano siempre será necesaria en cualquier ámbito laboral. Es cierto que cada vez más máquinas van reemplazando un mayor número de actividades en una fábrica, por lo cual lo hace aún más importante el que sigan existiendo este tipo de empleos; ya sea para gestión de la calidad o una actividad que requiera del criterio humano para llevarse a cabo, siendo esencial para que un producto, como con los que contamos hoy en día, puedan salir al mercado y satisfacer las necesidades de los consumidores. Pueden utilizar diferentes herramientas de trabajo dependiendo del rubro de la empresa y el producto a fabricar o ensamblar; sin embargo, en la mayoría de los casos se trata de involucrar el trabajo manual.

## Características del oficio
Las tareas de un obrero de línea se desarrollan durante la producción en línea de una fábrica, en la cual dependiendo del producto que se esté fabricando, el obrero de línea se asegura que dicha actividad cumpla con los estándares de calidad requeridos para el producto a entregar. Cabe mencionar que son muchísimas las actividades que puede realizar un obrero de línea, pero lo más importante es transformar la materia prima a utilizar en otros productos, trabajando en conjunto con las máquinas.
Como en todas la profesiones y oficios se llevan a cabo actividades con las cuales se pueden considerar como ciencias u artes, las ciencias son aquellas que son adquiridas mediante conocimientos medibles y enseñables; las habilidades o artes son conocimientos no medibles ni enseñables. Una posible lista de ciencias y habilidades que son necesarias para desarrollar el oficio adecuadamente sería:
| Ciencias                                                        | Habilidades                                                                   |
| --------------------------------------------------------------- | ----------------------------------------------------------------------------- |
| Programación de la máquina (temperatura, tiempo, etc.)          | Paciencia en el oficio.                                                       |
| Cálculo de la eficiencia de la máquina que opera diario.        | Habilidad visual para detectar piezas defectuosas.                            |
| Detección de fallas de la máquina.                              | Eficiencia.                                                                   |
| Conocimiento acerca del producto fabricado.                     | Utilizar de manera óptima el “marcador” herramienta que ellos mismos crearon. |
| Conocimiento acerca de las características de la materia prima. | Capacidad de trabajo en equipo                                                |
| Control del tiempo de ciclo del proceso.                        | Dosificación de insumos.                                                      |
| Control de la calidad de acuerdo a especificaciones.            | Mejora e innovación de mejoras en el producto.                                |
| Manejo de las funciones de cada herramienta empleada.           | Tacto para detectar las piezas rápidamente.                                   |
| Control estadístico de piezas por ciclo.                        | Habilidad de mantener el ritmo constante de trabajo durante todo el turno.    |
| Calibración de herramientas.                                    | Experiencia.                                                                  |

### Control de calidad
Se presentará la historia de esta ciencia como forma de conocimiento medible y enseñable que forma parte esencial de todo obrero de línea. Así mismo, sabemos que Puebla se compone en su mayoría por pequeñas y medianas empresas; y, el éxito que estas tengan y su permanencia en el mercado, depende en gran medida de los productos que fabrican así como de su calidad y la capacidad que tengan para cumplir con los requerimientos de los clientes. 
Se explicó en reportes pasados qué es un obrero de línea, sus características y cómo se desarrolla en el ámbito laboral. Esto muestra la relación directa que el trabajador tiene con las piezas y/o productos que se fabriquen y por ende con la calidad del producto y éxito de la empresa.
Primero vamos a definir que es calidad: de acuerdo a la norma ISO 9000:2000, calidad es el “grado en 11 que un conjunto de características inherentes cumplen con los requisitos”; es decir, el objetivo que persigue la calidad es la satisfacción del cliente mediante el cumplimiento de sus expectativas.
El inicio de control de calidad se remonta a los años 1900 pero el desarrollo del control de calidad por inspección se da entre 1920 y 1930. Fue en los años 50 que Feigenbaum presentó el concepto de "Control Total de la Calidad - CTC" donde la responsabilidad, actividades de mantenimiento y mejoras de la calidad fue daba a grupos de personas dentro de la organización (como los obreros de línea) ya que resultaban ser ellos quienes poseían mayor conocimiento sobre los productos. 
Paulatinamente, desde la segunda mitad del siglo XIX todas las empresas poblanas experimentaron una modernización en cuanto a maquinaria y procesos, en consecuencia desde 1940 es que también van adoptando poco a poco el concepto de calidad dentro de sus políticas. 
Estas empresas han atravesado por diferentes etapas de implementación de medidas calidad de acuerdo con su tamaño y la actividad que desarrollan, la primera se presentó como consecuencia de los mecanismos de fomento industrial implementados por el gobierno federal a partir de los años cuarenta, la segunda mejora se dio con la apertura de las fronteras comerciales y con la llegada de mercancías del exterior que obligó a producir artículos de mayor calidad. 
Como complemento a estas acciones en 1974 se fundó el Instituto Mexicano de Control de Calidad (IMECCA) que ayudó a las organizaciones mexicanas brindándoles información sobre experiencias efectuadas en los países industrializados en la búsqueda de la calidad, para que ellos los puedan implementar, además de incentivar las capacitaciones a los obreros.
Todo obrero de línea tiene noción de los conceptos básicos de calidad, y principalmente sabe cuándo y cómo el producto que está desarrollando o inspeccionando cumple con todos estos requisitos. Como se mencionó cada vez se vuelve más importante para las organizaciones cumplir con los requerimientos del cliente, y en casos donde la empresa se convierte en proveedora de una más grande, aún más.
Un ejemplo claro ocurre con nuestra obrera de línea que trabaja para una empresa que se encarga de fabricar piezas plásticas (visibles y no visibles) de automóviles y tienen como clientes a grandes compañías como la Volkswagen, en este caso específico los clientes son demasiado estrictos en cuanto a las especificaciones de sus pedidos, por esto TRANSNAV S.A. de C.V. se vio en la necesidad de implementar los programas más avanzados de gestión de la calidad, empezando por capacitar a todos los obreros de línea en vista de que los lotes de piezas buenas dependen de su trabajo.

### Paciencia en el oficio
Para poder explicar la historia de esta habilidad como un conocimiento no medible ni enseñable debemos comenzar por definir su significado. Paciencia es la actitud que lleva al ser humano a poder soportar contratiempos y dificultades, algo en verdad indispensable en un oficio como lo es el obrero de línea. Como ya hemos mencionado en escritos anteriores, este oficio es muy monótono, se hace lo mismo una y otra vez, por lo tanto es necesario contar con gran paciencia para poder realizarlo de manera exitosa.
Si lo vemos desde el punto de vista de una tradición filosófica, también podríamos decir que la paciencia “es la constancia valerosa que se opone al mal, y a pesar de lo que sufra el hombre no se deja dominar por el”. Imaginémonos que un obrero de línea no cuente con esta constancia valerosa que se opone al mal, obviamente se escucha tonto, pero si no cuenta con esta habilidad, se desesperaría fácilmente, no haría correctamente su trabajo y arruinaría la producción en línea.
Si hablamos de su historia ahora involucrando a Puebla, podríamos mencionar una sola palabra para describir a Puebla: prisa. Al estar hablando de una ciudad que durante la época colonial llegó a ser la segunda ciudad en importancia de la Nueva España, principalmente gracias a su cercanía a la Ciudad de México y el puerto de Veracruz, no era de sorprenderse que a finales del siglo XIX, el estado haya sido uno de los primeros en industrializarse, todo esto reafirmando como ha ido creciendo muy a prisa, y por lo tanto la gente que vive aquí quiere todo inmediatamente. 
Un claro ejemplo aunque pueda sonar tonto son los automovilistas, ¿Cuándo ha visto que un conductor le ceda el paso un peatón? Al contrario, te avientan el coche y no les importa si cruzaste bien o no. 
Con todo esto podemos observar como muy poca gente cuenta con paciencia hoy en día, y todo es culpa del crecimiento acelerado que hemos vivido en los últimos años. Cuando vivimos un mundo urgente, se confunde el ser paciente con ser lento e ineficiente, se debe comprender que una persona paciente actúa cuando es requerido, no antes, ni después, por ello esta conducta (casi virtud) requiere mucha lucidez para ser certero.
Por esto es muy importante tratar de desarrollar esta habilidad, que aunque es difícil no imposible, y requiere constancia y paradójicamente paciencia. Aunque no puede ser enseñada como tal, se pueden realizar una serie de actividades para mejorar o incrementar nuestra paciencia. En concreto ejercicios de relajación y meditación, ejercicios de respiración, evitar las decisiones bajo presión o extremas porque así se toman las peores.
Por último, para relacionarlo con nuestra obrera de línea, pudimos observar cuando vimos cómo realizaba sus actividades con increíble paciencia y con total tranquilidad, todo esto mientras le hacíamos preguntas, en ningún momento se desesperó ni realizó mal su actividad, por el contrario, se veía más relajada durante la visita, lo cual demuestra esa habilidad que ha terminado de desarrollar a lo largo de los años que lleva desempeñando ese oficio.

## Historia en Puebla

### Puebla como ciudad industrial en elsigloXIX
Para empezar podemos mencionar que Puebla ya se perfilaba como la capital comercial y/o industrial del país algunos años después de su fundación, se sabe que la primera industria fue la textil y a partir de ahí su desarrollo industrial a través de los siglos ha sido impresionante.
Entre 1835 y 1845 se dio una primera ola de industrialización, generada con maquinaria generalmente estadounidense. Para 1847 se contabilizaban 62 fábricas textiles de algodón, impulsadas por energía hidráulica, con las cuales se abastecía bien la demanda nacional; había mínimos avances en la industria del fierro –no hubo fundidoras sino hasta 1900–, vidrio, cerámica, seda, lana, lino y papel. Entre 1843 y 1879 hubo una gran modernización en la industria, sobre todo en el hilado y tejido de algodón, cuyo eje se dio justamente en la fuente de poder empleada.

### Segunda ola de industrialización
Como consecuencia de esta ola de industrialización surge el oficio de obrero de línea, tan indispensable en este tipo de empresas que cada vez más poblanos, en busca de trabajo y mejores condiciones de vida, se ven en la necesidad de incurrir.
Tras los avatares políticos del siglo XIX, la industria predominante por mucho fue la textil. Una segunda ola de industrialización se dio en el Porfiriato, de 1877 a 1911. Si bien aun dentro de estos años hay diferencias, la industria se vio beneficiada por nuevas leyes de comercio, dictadas en 1884 y reformadas en 1889, que desmarcaron al Estado de la tutela fabril, por un nuevo y mejor tendido ferrocarrilero. En 1892 se contabilizaban 133 fábricas.

### Condiciones de vida desde elsigloXIX
Durante el periodo inicial de industrialización, la mayoría de los trabajadores residían en las villas fabriles, en especial los obreros no calificados, se encontraban en una situación de vinculación similar a la de los peones endeudados de las haciendas. Por el contrario, desde mediados del siglo XIX, y sobre todo desde la década de 1870, cuando los trabajadores residentes fuera de las villas fabriles representaban un porcentaje elevado (65% de una muestra de en los años de 1870 a 1890), la mayor parte eran trabajadores libres y proletarizados.
También corresponde preguntarse hasta qué punto los trabajadores de las fábricas poblanas constituían un auténtico sector de asalariados. La información hemerográfica de la segunda mitad del XIX permiten creer que recibían regularmente sus salarios; sin embargo, sólo parcialmente eran pagados en moneda y eran comunes los descuentos salariales por diversos conceptos: contribuciones “voluntarias” para festejos, servicios religiosos, cobros de adelantos en vales, multas, y renta del cuarto de la fábrica que el obrero ocupaba (muy a menudo con su familia). En 1884, luego de un movimiento huelguístico victorioso, los obreros de diversas fábricas de la región obtuvieron, entre otras conquistas, que todos los pagos se hicieran en moneda efectiva. 
La absoluta libertad de los empresarios para imponer sus normas y reglamentos se correspondía con la inexistencia, durante el siglo XIX, de una legislación nacional y local que regulara las relaciones laborales en las fábricas.
Tampoco había norma legal que regulase la duración de la jornada de trabajo, la que quedó sujeta a la política empresarial y a las fluctuaciones del mercado. Los operarios debieron cumplir largas jornadas de trabajo en las fábricas existentes en Puebla se laboraba de 12 a 16 horas diarias. No tenían casa próxima a la fábrica donde ir a comer tomaban sus alimentos al aire libre, bajo los rayos del sol o sufriendo los vientos y lluvias.

### La industria y los obreros de línea en la actualidad
Actualmente la ciudad de Puebla es una ciudad industrialmente activa. Sobresale la industria textil y automotriz, entre otra gran variedad. (la cerámica, cristalería, azulejos y alimentos procesados.) ya sean a pequeña o gran escala. En esta se encuentra la fábrica de la Volkswagen y las oficinas centrales de esta empresa para América del Norte, además de muchas otras.
Realizando una línea de tiempo desde los inicios de este oficio hasta la actualidad se observa que la situación de trabajo de los obreros de línea ha cambiado bastante paulatinamente.
Las villas fabriles han desaparecido porque las fábricas actuales, en su mayoría, cuentan con servicios de transporte a diferentes puntos de la ciudad en los diferentes turnos laborales, y lo que es más importante las normas para los trabajadores como La Ley Federal del Trabajo, que muestra condiciones que aseguren la vida y salud de los trabajadores, así como las obligaciones de los patrones, capacitación, cláusulas sobre su contrato para evitar despidos repentinos y sin motivo, seguridad e higiene y sobre todo jornadas laborales aseguran que los obreros tengan muchos más derechos y beneficios. 
Durante el Porfiriato, las condiciones de vida de los obreros y jornaleros industriales, grupo integrante de la clase popular o baja, eran en extremo miserables e inhumanas, ya que estaban sujetos a jornadas de 12 a 14 horas diarias de trabajo con exiguos salarios de 18 a 37 centavos por día, que solamente en casos excepcionales llegaban a 50 centavos o un peso diario. En el caso de accidentes de trabajo, algunas compañías pagaban de 10 a 15 pesos por la pérdida de un brazo o pierna, más los gastos de hospital.